# 花切

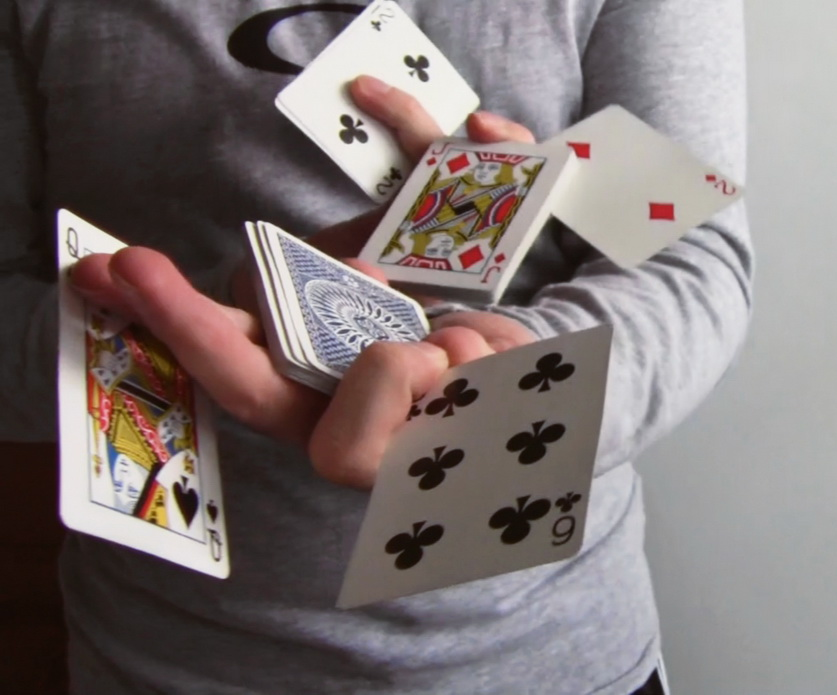
用兩手進行的進階花切

花切（Cardistry）是一种使用扑克牌的行为艺术。花切的視覺效果很強，看起來很不容易執行，需要純熟的技巧，但花切和撲克牌魔術不同，沒有違反經驗法則的表演。花切是一种将扑克和艺术结合起来的表演形式，使纸牌在手指间亦或者部分身体部位来控制纸牌的运动。花切並不涉及賭博。起源于魔术，但不同于魔术，并已经成为了独立的艺术形式。

## 花切种类
花切有多种不同種類，例如：开扇，纯切，飞牌，混合招式，借助桌面，借助身体，单手切，纸牌摧毁，纸牌悬浮等等。

## 花切扑克
花切主要使用的扑克牌为USPCC（United States Playing Card Company),纸牌共分为三层，顶层和底层为(Air Cushion Finish), 中间为黑芯纸，会给牌带来弹性和韧性。
专门印制花切扑克牌厂有：USPCC, KSPCC, Cartimandi, CPCC, MPC等等。
著名扑克品牌有：ANYONE, Virtuoso, Fontain, Odessey, DD, Bycicle，Tally-ho，Orbit, SCS等等。

## 花切名人
Noel Heath, Dabi, Yang Chan, Oliver, AJ, Dan and Dave, Leo, Zach, Max Kuang,Tobias等等。